# Han Chae-young
Kim Ji-young conocida artísticamente como Han Chae-young es una actriz surcoreana. Obtuvo reconocimiento como la antagonista de la serie Otoño en mi corazón (2000) antes de ganar mayor protagonismo por su interpretación en Delightful Girl Choon-Hyang (2005).  También ha participado en las series Only You (2005), Fireworks (2006), Boys Over Flowers (2009), A Man Called God (2010) y Pretty Man (2013)

## Primeros años
Nació como Kim Ji-young en Daegu, Corea del Sur, pero su familia emigró a los Estados Unidos y pasó sus años de infancia en un suburbio de Chicago, donde asistió a la Glenbrook South High School. Durante una de sus visitas a Corea, fue descubierta por un famoso comediante coreano, quien le sugirió empezar a actuar.

## Carrera

### 2000-2004: inicios de su carrera
Tomando el nombre artístico Han Chae-young, debutó como actriz en el año 2000 con la película de terror The Record. Su papel de antagonista en la popular serie Otoño en Mi Corazón le dio mayor exposición, a pesar de haber sido criticada por sus torpes habilidades de actuación.
Más tarde se ganó el apodo de "Muñeca Barbie de Corea," una referencia a su altura y bien formadas proporciones. A pesar de que esta imagen le valió numerosos contratos publicitarios, como actriz se vio encasillada en el personaje de una inalcanzable y bella heredera.

### 2009-2012: debut Internacional
En 2009 realizó una participación especial en el exitoso drama Boys Over Flowers y protagonizó las películas Good Morning President junto a Jang Dong-gun y Girlfriends.  Más tarde declaró que su personaje en Girlfriends se parecía a su verdadero yo y que fue también el papel que ella "encontró más divertido de interpretar." La película de terror Soul Mates, una coproducción entre Corea y Nueva Zelanda, se suponía que sería el debut internacional de Han en inglés pero el proyecto fue finalmente cancelado.

### 2013– 2017
Regresó a la pantalla chica, después de un periodo de descanso, con la serie de televisión Ad Genius Lee Tae-baek (2013), que se basa libremente en la internacionalmente reconocida diseñadora de publicidad y activista social Jeseok Yi (Jeski), autora del libro Ad Genius Lee ji-seok (2010). La serie también reunió a Han con Jo Hyun-jae, con quien previamente trabajó en la serie Only You (2005). Su siguiente serie fue Pretty Man, como una glamourosa y exitosa mujer En el año 2015 comenzó a presentar su primer espectáculo de variedades, Take Care of My Dressing Table, donde los profesionales en la industria de la belleza, tales como maquilladores y estilistas comparten sus consejos de moda y belleza. Pero su carrera se mantuvo principalmente en China, donde filmó la serie web Beauty Master, seguido por la adaptación de la novela china The Rebirth of a Celebrity Superstar.
Desde 2017 ha sido miembro del elenco de Sister's Slam Dunk de KBS2. En septiembre de 2017 regresó a la pantalla grande con la comedia The Star Next (La Estrella de al Lado), como una actriz con una hija adolescente (interpretada por Jin Ji-hee) a la que mantiene en secreto.

### 2018-presente
A finales de septiembre del 2018 se anunció que se había unido al elenco principal de la serie A Promise with the Gods, donde dio vida a Seo Ji-young, una presentadora y anfitriona de un programa de entrevistas que también está dedicada a sus hijos.
En febrero de 2022 se unió al elenco principal de la serie Sponsor, donde interpreta a Han Chae-rin, la directora ejecutiva de una empresa de productos de belleza que no se apegará a nada para conseguir cualquier hombre que le guste.

## Vida personal
Se casó con el empresario coreano-americano Choi Dong-joon, el 2 de junio de 2007 en el Hotel Shilla en Seúl. Dio a luz a su primer hijo el 28 de agosto de 2013.

## Filmografía

### Series de televisión
| Año  | Título                               | Rol                  | Red            | Notas              | Ref.                 |
| ---- | ------------------------------------ | -------------------- | -------------- | ------------------ | -------------------- |
| 2000 | Autumn in My Heart                   | Choi/Yoon Shin-ae    | KBS2           |                    |                      |
| 2002 | Affection                            | Yoo Hae-mi           | SBS            |                    |                      |
| 2004 | Beijing My Love                      | Jung Yeon-seok       | KBS2           |                    |                      |
| 2005 | Delightful Girl Choon-Hyang          | Sung Chun-hyang      | KBS2           |                    |                      |
| 2005 | Only You                             | Cha Eun-jae          | SBS            |                    |                      |
| 2006 | My Girl                              | Choi Han-na          | SBS            | Cameo, ep. 16      |                      |
| 2006 | Exhibition of Fireworks              | Shin Na-ra           | MBC            |                    |                      |
| 2009 | Boys Over Flowers                    | Min Seo-hyun         | KBS2           |                    |                      |
| 2010 | A Man Called God                     | Jin Bo-bae           | MBC            |                    |                      |
| 2010 | Haru: An Unforgettable Day in Korea  |                      |                | Tourism mini-movie |                      |
| 2012 | Dream in Blue                        | Lin Wei Wei          | ZJTV           | Serie china        |                      |
| 2013 | My Love from the Star                |                      | SBS            | Invitada           |                      |
| 2013 | Ad Genius Lee Tae-baek               | Go Ah-ri             | KBS2           |                    |                      |
| 2013 | Pretty Man                           | Hong Yoo-ra          | KBS2           |                    |                      |
| 2015 | 1931 Love Story                      | 尚婉婷               | LeTV           | Serie china        |                      |
| 2016 | The Rebirth of a Celebrity Superstar |                      |                |                    |                      |
| 2018 | A Promise with the Gods              | Seo Ji-young         | MBC            |                    |                      |
| 2022 | Sponsor                              | Han Chae-rin         | iHQ Drama, MBN |                    | [ 28 ] [ 29 ]        |
| 2024 | Snow White's Revenge                 | Jeong-in/Gyeong-sook | KBS2           |                    | [ 30 ] [ 31 ] [ 32 ] |

### Cine
| Año  | Título                 | Rol         | Notas          | Ref.   |
| ---- | ---------------------- | ----------- | -------------- | ------ |
| 2000 | The Record             | Eun-mi      |                |        |
| 2002 | Bet on My Disco        | Bong-ja     |                |        |
| 2003 | Wild Card              | Kang Na-na  |                |        |
| 2007 | Love Now               | So-yeo      |                |        |
| 2009 | Good Morning President | Kim Yi-yeon |                |        |
| 2009 | Girlfriends            | Jin         |                |        |
| 2010 | The Influence          | J           | Online         |        |
| 2011 | A Big Deal             |             | Película china |        |
| 2016 | The Guest              |             | Película china | [ 33 ] |
| 2017 | The Star Next Door     | Hye-mi      | Protagonista   |        |

### Espectáculos de variedades
| Año       | Título             | Papel                                | Red  | Notas |
| --------- | ------------------ | ------------------------------------ | ---- | ----- |
| 2021      | Running Man        | invitada (ep. 561)                   | SBS  |       |
| 2017      | Sister's Slam Dunk | Ella misma                           | KBS2 |       |
| 2017-2018 | Wizard of Nowhere  | miembro del elenco (ep. 6–20, 26–31) | MBC  |       |

### Presentadora
| Año  | Evento                  | Notas                     |
| ---- | ----------------------- | ------------------------- |
| 2022 | 36th Golden Disc Awards | presentadora de categoría |

## Teatro
| Año       | Título        | Papel      |
| --------- | ------------- | ---------- |
| 2007-2008 | Clumsy People | Yoo Hwa-yi |

## Premios y nominaciones
| Año  | Premio                                          | Categoría                     | Nominación                  | Resultado |
| ---- | ----------------------------------------------- | ----------------------------- | --------------------------- | --------- |
| 2005 | KBS Drama Awards                                | Mejor Pareja junto a Jae Hee  | Delightful Girl Choon-Hyang | Ganadora  |
| 2005 | KBS Drama Awards                                | Premio de Popularidad, Actriz | Delightful Girl Choon-Hyang | Ganadora  |
| 2007 | Corea del Mejor Aparador de los Premios del Año | Destinatario                  | [NA]: {{{1}}}               | Ganadora  |
| 2008 | Asia Modelo Premios Del Festival                | Premio Estrella Modelo        | [NA]: {{{1}}}               | Ganadora  |
| 2008 | Grand Bell Awards                               | Mejor Actriz Revelación       | Amor Ahora                  | Nominada  |
| 2009 | Andre Kim Mejores Premios De Estrellas          | Estrella Femenina             | [NA]: {{{1}}}               | Ganadora  |
| 2010 | Asia Modelo Premios Del Festival                | Premio Estrella Modelo        | [NA]: {{{1}}}               | Ganadora  |
| 2011 | CETV Premios                                    | Top 10 Estrellas de Asia      |                             | Ganadora  |
| 2011 | Cosmopolita Premios De Belleza                  | Actriz más elegante del 2011  | [NA]: {{{1}}}               | Ganadora  |
| 2011 | Premios Tendencia China                         | Artista más Brillante         | [NA]: {{{1}}}               | Ganadora  |
| 2011 | Premios Drama de China                          | Mejor Popularidad Online      |                             | Ganadora  |
| 2017 | MBC Entertainment Awards                        | Novato de la variedad         | Wizard of Nowhere           | Ganadora  |